# Mono (Batterie)

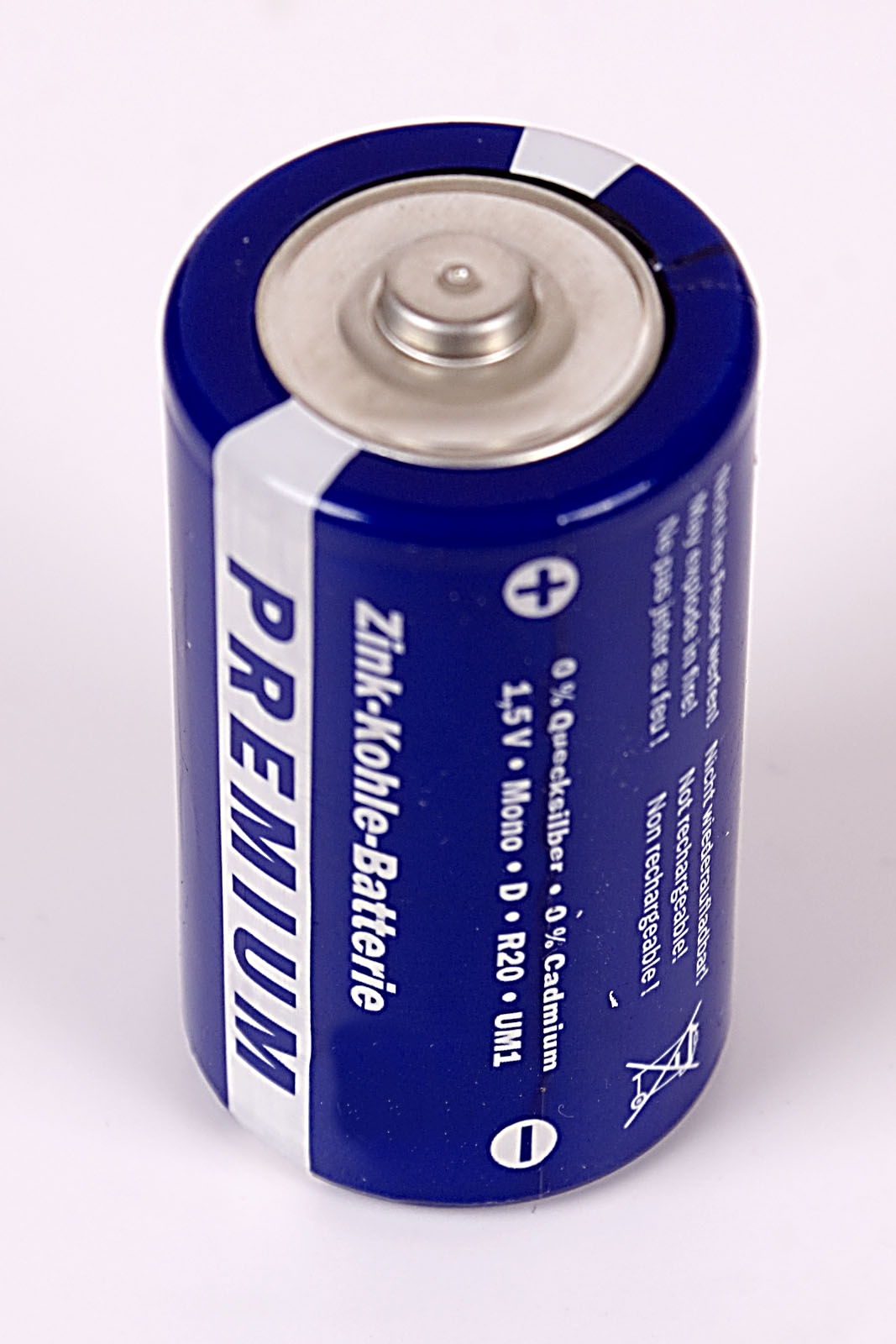
Mono-Batterie

Mono, Monozelle und D sind gängige Bezeichnungen für eine genormte Baugröße von Batterien und Akkumulatoren. Dabei handelt es sich mit einem Durchmesser von 32,3 bis 34,2 mm und einer Höhe von 59,5 bis 61,5 mm um die größte der heute gängigen zylindrischen Rundzellen. Jeweils der zweite Wert ist das zulässige Maximum laut der Norm IEC 60086-1. Der positive Pol muss – innerhalb der Gesamtlänge – mindestens 1,5 mm vorstehen und darf bis zu 9,5 mm Durchmesser aufweisen.
Das Volumen – berechnet als das des umschreibenden Zylinders – beträgt gemäß obigen Werten minimal 48,75 bis maximal 56,49 cm³. Ein typisches Gewicht für eine Alkali-Mangan-Zelle beträgt 139 g.
Monozellen werden mit verschiedenen elektrochemischen Systemen hergestellt, die sich in Nennspannung, elektrischer Kapazität und Belastbarkeit deutlich unterscheiden können. Je nach System werden weitere, oft herstellerspezifische Bezeichnungen für nichtwiederaufladbare und wiederaufladbare Monozellen verwendet.
Monozellen wurden vorwiegend in größeren, tragbaren elektrischen Geräten mit relativ hohem Energiebedarf verwendet. Beispiele sind Spielzeuge, Taschenlampen, portable Kassettenrecorder, Transistorradios und tragbare Gerätekombinationen (insbesondere Radiorekorder mit relativ hoher Lautstärke, sogenannte „Ghettoblaster“). Durch die gestiegene Leistungsfähigkeit der Alkali-Mangan-Batterien und den geringeren Energiebedarf neuerer Geräte werden heute oftmals die kleineren und leichteren Baby-Zellen oder gar Mignonzellen eingesetzt.

## Typenübersicht
Innerhalb der Kategorien Primär- und Sekundärzellen sind die chemischen Systeme in der Abfolge der historischen Entwicklung angeführt.
| Elektrochemisches System                        | Nenn- span- nung                                | IEC                                             | ANSI                                            | sonstige Bezeichnung                              | typ. Kapazität (Ah)                             | typ. Energie (Wh)                               |
| Nichtwiederaufladbare Monozellen (Primärzellen) | Nichtwiederaufladbare Monozellen (Primärzellen) | Nichtwiederaufladbare Monozellen (Primärzellen) | Nichtwiederaufladbare Monozellen (Primärzellen) | Nichtwiederaufladbare Monozellen (Primärzellen)   | Nichtwiederaufladbare Monozellen (Primärzellen) | Nichtwiederaufladbare Monozellen (Primärzellen) |
| ----------------------------------------------- | ----------------------------------------------- | ----------------------------------------------- | ----------------------------------------------- | ------------------------------------------------- | ----------------------------------------------- | ----------------------------------------------- |
| Zink-Kohle (mit Braunstein)                     | 1,5 V                                           | 0R20                                            | 13C, 13CD, 13D, 13F                             | UM-1, UM1, 2020, 3020, 1050, 1250, GP13S, 373     | 00,61–2,12                                      | 00,62–2,19                                      |
| Alkali-Mangan                                   | 1,5 V                                           | LR20                                            | 13A                                             | AM-1, AM1, MN1300, KD, 4020, 4120, 4920, E95, X95 | 02,35–5,92 ,0016–19,8                           | 02,45–6,26 0,≈17–21                             |
| Wiederaufladbare Monozellen (Sekundärzellen)    |                                                 |                                                 |                                                 |                                                   |                                                 |                                                 |
| LSD-Nickel-Metallhydrid                         | 1,2 V                                           | HR20                                            | 1.2H4                                           | eneloop, BK-1MGC                                  | 5−9                                             | 0≈6−11                                          |
| Nickel-Cadmium                                  | 1,2 V                                           | KR20                                            | 1.2K4                                           | RX20, P20P/P20, 5020                              | 06                                              | 0≈7                                             |
| Nickel-Metallhydrid                             | 1,2 V                                           | HR20                                            | 1.2H4                                           | 5420                                              | 5−11                                            | 0≈6−13                                          |

## Anwendungsbeispiel Wanduhr
Die erstmals elektrische Küchen(wand)uhr mit mechanischem Kurzzeitwecker, die 1956 von Max Bill für Junghans gestaltet wurde, musste im Keramikgehäuse Platz für die etwa 34 mm Durchmesser der Energiequelle Monozelle bieten. Das Uhrwerk Elektora lief damit 1 Jahr. Eine mechanische Variante von damals musste wöchentlich aufgezogen werden. 1962 erhielt dieselbe Uhr das Uhrwerk ATO-Mat W294 (= W794), das erstmals einen Transistor aufwies, und nur mehr eine kleinere Baby-Zelle des Systems Kohle/Braunstein-Zink benötigte oder alternativ eine 1,35-Volt-Quecksilberzelle des noch kleineren Formats Mignonzelle.
Wanduhren werden heute zumeist von einer Mignonzelle, Alkali-Mangan, im Wesentlichen quecksilberfrei angetrieben und laufen damit typisch ein Jahr, auch wenn sie Sekundenzeiger und/oder Funkuhrfunktion aufweisen.